# Ivett Gonda
Ivett Gonda, née le 28 avril 1986 à Jászberény, est une taekwondoïste canado-hongroise.

## Biographie
Elle a concouru de 1995 à 2013 pour le Canada, puis pour son pays natal à partir de 2013.
Elle remporte dans la catégorie des moins de 49 kg la médaille d'or des Jeux panaméricains de 2011, la médaille de bronze des Jeux panaméricains de 2007, la médaille de bronze de l'Universiade d'été de 2011 et la médaille de bronze des Championnats d'Europe de taekwondo 2014.